# Rita Boley Bolaffio
Rita Boley Bolaffio (Trieste, 7 giugno 1898 – New York, 20 maggio 1995) è stata un'artista italiana specializzata nel decoupage e collage.

## Primi anni
Nacque Margherita Luzzatto da Angelo Luzzatto e Olga Senigaglia a Trieste. La familia si trasferì a Vienna, dove la giovane Rita visse gli anni della prima guerra mondiale. Fu un periodo fecondo di studi: frequentò la Kunstgewerbeschule sotto la guida di Josef Hoffmann e disegnò tessuti per la rinomata Wiener Werkstaette, sotto il nome di Grete Luzzatto. Fu allieva del famoso violinista František Ondříček
Nel 1919 sposò l'architetto e ingegnere Oscar Bolaffio, cugino del pittore Vittorio Bolaffio. Si trasferirono a Milano nel 1928, dove Rita divenne la terza amazzone d'Italia: cavalcando una sella da donna, vinse il premio Premio Ciglione della Malpensa nel 1936.

## Carriera americana

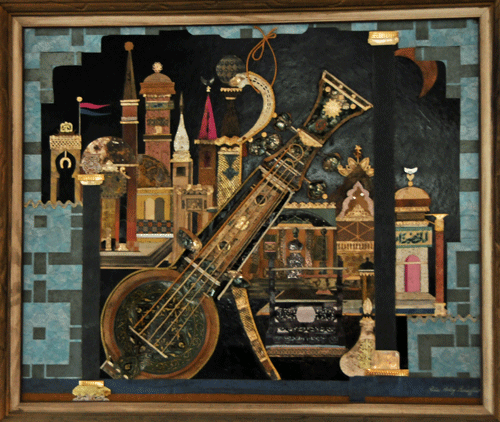
Arabesque, circa 1963

Nel 1939, le leggi razziali fasciste obbligarono la familia a fuggire negli Stati Uniti. La Bolaffio iniziò una carriera d'artista. Ebbe un ruolo importante nella rinascita dell'arte del collage e decoupage in America. Spiccava per fantastici collage che venivano esposti nelle vetrine dei maggiori magazzini americani, quali Lord & Taylor, Saks Fifth Avenue, Bergdorf Goodman, Neiman Marcus, Carson Pirie Scott o ornavano le copertine di prestigiose riviste come Harper's Bazaar, Vogue, Town & Country, Good Housekeeping e Woman's Day.
Ricevette molti premi, e tra le mostre a lei dedicate si ricordano quelle della James Pendleton Gallery a New York, J.L. Hudson Gallery, Detroit, Guild Hall Museum, East Hampton, e il Columbia Museum of Art in Carolina del Sud). Ebbe articoli sul New York Times ed è inclusa in molti libri d'arte moderna europei.
Nel 1965, ricevette il Premio di Sorrento per la poesia Nell'afa.